# Canton de Bourguébus
Le canton de Bourguébus est une ancienne division administrative française située dans le département du Calvados et la région Basse-Normandie.

## Géographie
Ce canton était organisé autour de Bourguébus dans l'arrondissement de Caen. Son altitude variait de 3 m (Saint-André-sur-Orne) à 119 m (Saint-Aignan-de-Cramesnil) pour une altitude moyenne de 53 m.

## Représentation

### Conseillers généraux de 1833 à 2015
| Période       | Période           | Identité                                            | Étiquette               | Qualité |
| ------------- | ----------------- | --------------------------------------------------- | ----------------------- | --- |
| 1833          | 1835 (décès)      | Louis Marie Fouques-Desmarais                       |                         | Avocat à Bréville |
| 1835          | 1842              | Adrien Louis Armand Morin de Banneville (1785-1856) |                         | Maire de Banneville |
| 1842          | 1855              | Comte Laurent Borgarelli d'Ison                     |                         | Ancien chef de bataillon au 38e régiment d'infanterie de ligne, ancien aide-de-camp du lieutenant général Caffarelli, puis colonel, maire d'Airan  |
| 1855          | 1872 (décès)      | Ferdinand Le Prestre                                |                         | Docteur-médecin, chirurgien en chef des hospices, Caen                                                                                             |
| 1872          | 1875 (décès)      | Charles Louis Lefèvre (1823-1875)                   |                         | Propriétaire, cultivateur à Fontenay-le-Marmion |
| 1875          | 1883              | Paul Alexandre Carel                                | Droite                  | Avocat à Caen |
| 1883          | 1894 (décès)      | Norbert Anne                                        | Républicain Libéral     | Vétérinaire, sénateur (1892-1894), conseiller municipal de Caen                                                                                    |
| 1895          | 1901              | Georges Lebret                                      | Républicain             | Notaire, professeur, avocat, député (1893-1902), maire de Caen (1892-1896)                                                                         |
| 1901          | 1903 (décès)      | Comte Stanislas Le Tourneur d'Ison                  | Droite                  | Attaché à l'administration des Finances, propriétaire du château de Coupigny, maire d'Airan, conseiller d'arrondissement                           |
| 1903          | 1907              | Pierre Carel                                        | Conservateur            | Maire de Saint-André-sur-Orne |
| 1907          | 1908 (décès),     | Gustave Guérin[réf. incomplète]                     | Rad.                    | Propriétaire, maire de Bellengreville, ancien adjoint au maire de Caen                                                                             |
| 1908          | 1917 (décès)      | Alfred Auguste Henri Gallier                        | Rad.                    | Vétérinaire à Caen |
| 1917          | 1919              | siège vacant                                        |                         | |
| 1919          | 1926 (décès)      | Edmond Raphaël (1870-1926)                          | Rad.                    | Banquier à Paris, maire de Frénouville (1908-1925)                                                                                                 |
| 1926          | 1937              | Comte Yves Le Tourneur d'Ison (fils de Stanislas)   | Républicain indépendant | Avocat, banquier, propriétaire, maire d'Airan |
| 1937          | 1940              | Paul Raphaël (frère d'E.Raphaël, 1888-1942)         | Rad.                    | Banquier à Paris, historien, conseiller municipal de Frénouville, ancien conseiller d'arrondissement, révoqué par le gouvernement de Vichy en 1941 |
|               |                   |                                                     |                         | |
| 1943          | 1945              | Jean-Marie Mével (1886-1963)                        |                         | Notaire, maire de Bourguébus, nommé conseiller départemental en 1943 Déclaré inéligible le 31 octobre 1944                                         |
|               |                   |                                                     |                         | |
| 1945          | 1971 (décès)      | Léonard Gille                                       | Rad.                    | Avocat à la cour d'appel de Caen, résistant, vice-président du conseil général                                                                     |
| 19 avril 1971 | 1979              | Jeanine Gille                                       | DVD puis UDF-PR         | Ancienne institutrice Résistante, épouse du précédent, première femme élue au conseil général du Calvados                                          |
| 1979          | 1985              | Georges Lepeltier                                   | PS                      | Maire de Rocquancourt (1971-1995) |
| 1985          | 1988 (démission)  | René Garrec                                         | UDF                     | Conseiller d'État, député (1988-1997) |
| 1988          | 1992              | Jean-Claude Carabeufs                               | PS                      | Maire de Saint-André-sur-Orne (1989-2008) |
| 1992          | 1994 (annulation) | Claude Peschard                                     | UDF                     | Ingénieur d'étude, adjoint au maire de Saint-André-sur-Orne                                                                                        |
| 1994          | 2011              | Jean-Claude Carabeufs                               | PS                      | Maire de Saint-André-sur-Orne (1989-2008) |
| 2011          | 2015              | Marc Bourbon                                        | PS                      | Directeur de mutuelle, élu en 2015 dans le nouveau canton d'Évrecy                                                                                 |

Le canton participait à l'élection du député de la sixième circonscription du Calvados.

### Conseillers d'arrondissement (de 1833 à 1940)
| Période                                  | Période      | Identité                                                       | Étiquette          | Qualité |
| ---------------------------------------- | ------------ | -------------------------------------------------------------- | ------------------ | --- |
| 1833                                     | 1836         | Daniel Lemaitre (1797-1862)                                    |                    | Maire de Saint-Martin-de-Fontenay                                                                           |
| 1836                                     | 1848         | René-Louis-Pierre-François Doynel de Saint-Quentin (1801-1878) |                    | Maire de Garcelles-Secqueville                                                                              |
| 1848                                     | 1874 (décès) | Charles Victor Richard de La Faverie (1802-1874)               |                    | Maire de Saint-André-de-Fontenay (1827-1874)                                                                |
| 1874                                     | 1884         | Charles Solenge                                                |                    | Maire de Saint-André-de-Fontenay                                                                            |
| 1884                                     | 1898         | Émile Cailloué                                                 |                    | Maire de Bourguébus                                                                                         |
| 1898                                     | 1901         | Comte Stanislas Le Tourneur d'Ison                             | Droite             | Attaché à l'administration des Finances, propriétaire du château de Coupigny, maire d'Airan                 |
| 1901                                     | 1910         | Joseph Alexis Joly (1844-1923)                                 |                    | Propriétaire herbager à Moult                                                                               |
| 1910                                     | 1925         | Pierre Olivier (1855-1935)                                     | RG                 | Instituteur, maire de Saint-André-sur-Orne (1908-1935), président du conseil d'arrondissement               |
| 1925                                     | 1934         | Paul Raphaël                                                   | Cartel des gauches | Banquier à Paris, conseiller municipal de Frénouville                                                       |
| 1934                                     | 1935 (décès) | Pierre Olivier                                                 | URD                | Maire de Saint-André-sur-Orne, président du conseil d'arrondissement                                        |
| juil.1935                                | 1940         | Eugène Figeac                                                  | URD                | Maire de May-sur-Orne                                                                                       |
| 1940                                     |              |                                                                |                    | Les conseils d'arrondissement ont été suspendus par la loi du 12 octobre 1940 et n'ont jamais été réactivés |
| Les données manquantes sont à compléter. |              |                                                                |                    | |

## Composition

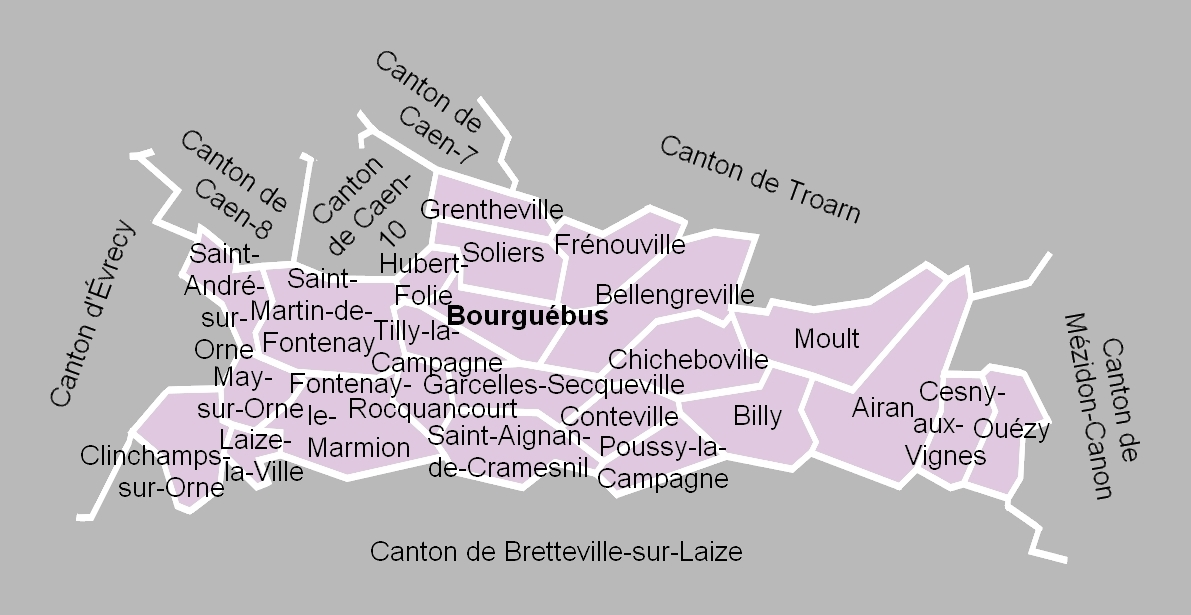
La carte des communes du canton. Les cantons limitrophes étaient ceux de Caen-8, de Caen-10, de Caen-7, de Troarn, de Mézidon-Canon, de Bretteville-sur-Laize et d'Évrecy.

Le canton de Bourguébus comptait 24 745 habitants en 2012 (population municipale) et regroupait vingt-quatre communes :
- Airan ;
- Bellengreville ;
- Billy ;
- Bourguébus ;
- Cesny-aux-Vignes ;
- Chicheboville ;
- Clinchamps-sur-Orne ;
- Conteville ;
- Fontenay-le-Marmion ;
- Frénouville ;
- Garcelles-Secqueville ;
- Grentheville ;
- Hubert-Folie ;
- Laize-la-Ville ;
- May-sur-Orne ;
- Moult ;
- Ouézy ;
- Poussy-la-Campagne ;
- Rocquancourt ;
- Saint-Aignan-de-Cramesnil ;
- Saint-André-sur-Orne ;
- Saint-Martin-de-Fontenay ;
- Soliers ;
- Tilly-la-Campagne.

À la suite du redécoupage des cantons pour 2015, les communes de Bourguébus, Clinchamps-sur-Orne, Fontenay-le-Marmion, Garcelles-Secqueville, Grentheville, Hubert-Folie, Laize-la-Ville, May-sur-Orne, Rocquancourt, Saint-Aignan-de-Cramesnil, Saint-Martin-de-Fontenay, Soliers et Tilly-la-Campagne sont rattachées au canton d'Évrecy, les communes d'Airan, Bellengreville, Billy, Cesny-aux-Vignes, Chicheboville, Conteville, Frénouville, Moult, Ouézy et Poussy-la-Campagne à celui de Troarn et la commune de Saint-André-sur-Orne à celui de Caen-5.

### Anciennes communes
Les anciennes communes suivantes était incluses dans le territoire du canton de Bourguébus :
- Le Poirier, absorbée en 1827 par Frénouville.
- Secqueville-la-Campagne, absorbée en 1827 par Garcelles. La commune prend le nom de Garcelles-Secqueville.
- Étavaux, absorbée en 1827 par Saint-André-sur-Orne.
- Valmeray, absorbée en 1828 par Airan.
- Béneauville, absorbée en 1835 par Chicheboville.

Le 1er janvier 1972, Ouézy s'était associée à Cesny-aux-Vignes, la commune résultante prenant le nom de Cesny-aux-Vignes-Ouézy. L'association est dissoute au 1er janvier 2006.

## Démographie
| 1962  | 1968   | 1975   | 1982   | 1990   | 1999   | 2006   | 2011   | 2012   |
| ----- | ------ | ------ | ------ | ------ | ------ | ------ | ------ | ------ |
| 9 983 | 10 604 | 12 361 | 14 487 | 17 568 | 19 432 | 22 339 | 24 285 | 24 745 |